# Korol i Schut
Korol i Schut (russisch Король и Шут, wiss. Transliteration Korol’ i šut, übersetzt „König und Narr“) war eine russische Punkrock-Band, welche das Sujet für ihre Werke meistens in Märchen fand.

## Geschichte
Die Gruppe entstand 1988 aus einer Schulband in Leningrad, deren Gründungsmitglieder Michail Gorschok Gorschenjow (Михаил Горшок Горшенёв), Alexander Balu Balunow (Александр Балу Балунов) und Alexander Porutschik Schtschigoljew (Александр Поручик Щиголев) waren.
Im Jahr 1990 stieß Andrei Knjas Knjasew (Андрей Князь Князев) zur Band. Als Gitarrist kam 1997 noch Jakow Zwirkunow (Яков Цвиркунов) dazu. Der Name der Band, der so viel wie König und Narr bedeutet, entstand 1992. Zuvor nannte sich die Band Kontora (Контора).
Es war eine der ersten Bands Russlands, welche Märchenfiguren wie Trolle, Zwerge und Vampire in ihren Liedtexten verwendete.
Die ersten Aufnahmen der Band entstanden 1991/92 in einem semiprofessionellen Studio. Zur selben Zeit begannen erste Radioauftritte und Touren durch die Clubs von Sankt Petersburg. Seit 1993 trat Korol’ i Schut auch in Moskauer Clubs auf.
Ein erstes Album in kleiner Auflage erschien 1994: Bud' kak doma putnik (Будь как дома путник – Fühl Dich wie zuhause, Wanderer). Offenbar wurde dieses Album im Jahr 2000 nochmals neu aufgelegt.
Das erste offizielle Album mit einer höheren Auflage erschien 1996 bei Melodija unter dem Titel Kamnem po golowe (Камнем по голове – Mit dem Stein auf den Kopf). Seitdem sind mehrere weitere Alben erschienen; im Sommer 1998 produzierte die Band ihr erstes Musikvideo, Jeli mjaßo mushiki (Ели мясо мужики – Fleisch aßen die Männer).
2003 ging die Band in Israel und den USA auf Tournee.
In der Nacht vom 18. zum 19. Juli 2013 verstarb der Frontmann der Musikgruppe, Michail „Gorschok“ Gorschenjow in seinem Haus in Sankt Petersburg.

## Diskografie
Alben
- 1996: Король и Шут („König und Narr“)
- 1996: Камнем по голове („Mit dem Stein an den Kopf“)
- 1999: Акустический альбом („Akustisches Album“)
- 1999: Ели мясо мужики („Fleisch aßen die Männer“)
- 2000: Герои и злодеи („Helden und Bösewichte“)
- 2000: Собрание („Gesammelte Werke“)
- 2000: Будь как дома, Путник („Fühl Dich wie zu Hause, Wanderer“)
- 2001: Как в старой сказке („Wie in einem alten Märchen“)
- 2002: Жаль, нет ружья! („Schade, kein Gewehr dabei“!)
- 2003: Мёртвый анархист („Toter Anarchist“)
- 2004: Бунт на корабле („Meuterei auf dem Schiff“)
- 2006: Продавец кошмаров („Verkäufer der Albträume/Schrecken“)
- 2007: Страшные сказки („Entsetzliche/Schreckliche Märchen“)
- 2008: Тень Клоуна („Schatten des Clowns“)
- 2010: Театр Демона („Theater des Dämons“)
- 2011: Акт 1. Праздник Крови („Fest des Blutes“)
- 2012: Акт 2. На краю („Am Rande“)